# Estació de Carrilet (Menàrguens)
L'Estació de Carrilet és una obra noucentista de Menàrguens (Noguera) inclosa a l'Inventari del Patrimoni Arquitectònic de Catalunya.

## Descripció
L'estació del carrilet de Menàrguens es troba als afores del nucli, a uns 40 m al nord de la carretera local que enllaça amb el nucli de Térmens i pròxima a l'edifici ara abandonat de l'antiga companyia sucrera.
Es tracta d'una senzilla edificació de planta rectangular, amb construcció de maons a les cantonades i eixos estructurals i panys de paret de pedra irregular recoberta d'un arrebossat de morter de calç. Les finestres i les portes són d'arcs rebaixats emmarcats en maó roig. En total hi ha 10 finestres, avui en dia tapiades, i tres portes, de les quals destaca per la seva grandària la que afronta amb l'andana.
Una cornisa que es configura per la disposició de maons en quatre nivells decreixents, separa el nivell de planta baixa d'un fris llis previ a la teulada, que era a doble vessant i amb el carener longitudinal. El capcer de les façanes laterals presenten un frontó triangular amb un ull de bou d'obra de maó vist. La teulada està actualment enrunada sobre l'interior abandonat de l'edifici.
Actualment l'interior és inaccessible a causa de l'espès bardissar i l'acumulació de restes constructives caigudes. L'antiga andana està coberta de sediment en el qual ha crescut l'herba però encara se n'intueix l'extensió. L'edifici es troba cobert per la vegetació.

## Història
La línia fèrria de via estreta coneguda popularment com 'el carrilet' que unia Mollerussa amb Balaguer es va inaugurar l'any 1905. Tenia un brancal (anomenat l'Empalme) a Menàrguens per al servei de la companyia sucrera d'aquesta població. La línia va ser clausurada el 1951 quan havia perdut ja una de les finalitats que n'havien impulsat la construcció, ja que la sucrera de Menàrguens s'havia traslladat a Montsó.